# Айленд-Парк (Нью-Йорк)
Айленд-Парк (англ. Island Park) — селище (англ. village) в США, в окрузі Нассау штату Нью-Йорк. Населення — 4928 осіб (2020).

## Географія
Айленд-Парк розташований за координатами 40°36′19″ пн. ш. 73°39′20″ зх. д. / 40.60528° пн. ш. 73.65556° зх. д. (40.605334, -73.655440).  За даними Бюро перепису населення США в 2010 році селище мало площу 1,15 км², уся площа — суходіл.

## Демографія
Згідно з переписом 2010 року, у селищі мешкало 4655 осіб у 1603 домогосподарствах у складі 1133 родин. Густота населення становила 4039 осіб/км².  Було 1715 помешкань (1488/км²).
Расовий склад населення:
| - 83,4 % — білих - 2,5 % — азіатів - 1,9 % — чорних або афроамериканців - 0,2 % — корінних американців - 9,2 % — осіб інших рас |

До двох чи більше рас належало 2,8 %. Частка іспаномовних становила 26,5 % від усіх жителів.
За віковим діапазоном населення розподілялося таким чином: 19,9 % — особи молодші 18 років, 66,5 % — особи у віці 18—64 років, 13,6 % — особи у віці 65 років та старші. Медіана віку мешканця становила 40,8 року. На 100 осіб жіночої статі у селищі припадало 95,6 чоловіків;  на 100 жінок у віці від 18 років та старших — 94,5 чоловіків також старших 18 років.
Середній дохід на одне домашнє господарство  становив 77 075 доларів США (медіана — 59 254), а середній дохід на одну сім'ю — 88 981 долар (медіана — 80 478). Медіана доходів становила 51 466 доларів для чоловіків та 51 250 доларів для жінок. За межею бідності перебувало 17,0 % осіб, у тому числі 30,4 % дітей у віці до 18 років та 14,2 % осіб у віці 65 років та старших.
Цивільне працевлаштоване населення становило 2501 особа. Основні галузі зайнятості: освіта, охорона здоров'я та соціальна допомога — 19,2 %, роздрібна торгівля — 19,0 %, фінанси, страхування та нерухомість — 12,6 %, науковці, спеціалісти, менеджери — 9,8 %.